# The Gay Adventure
The Gay Adventure é um filme de comédia produzido no Reino Unido e lançado em 1936.